# Omega-hydroxykyseliny
Omega-hydroxykyseliny (též ω-hydroxykyseliny nebo ω-hydroxykarboxylové kyseliny) jsou skupina přirozeně se vyskytujících alifatických hydroxykyselin, jejichž hydroxylové skupiny se nacházejí na koncových pozicích n, kde n > 3. Kyselina 16-hydroxypalmitová a 18-hydroxystearová jsou hlavními složkami kutinu v kutikulách rostlin.
Kutinový polymer se vytváří interesterifikacemi omega-hydroxykyselin a jejich derivátů substituovaných uvnitř řetězců, jako je kyselina 10,16-dihydroxypalmitová. Kutin vyrábějí pouze buňky v pokožce rostlin.
Omega-hydroxykyseliny byly nalezeny i u živočichů. Omega-hydroxylázy mikrozomu cytochromu P450 (CYP450), například CYP4A11, CYP4A22, CYP4F2 a CYP4F3 u lidí, Cyp4a10 a Cyp4a12 u myší, a Cyp4a1, Cyp4a2, Cyp4a3 a Cyp4a8 u krys přeměňují kyselinu arachidonovou a mnohé její metabolity na příslušné omega-hydroxylované sloučeniny.
Tímto metabolismem kyseliny arachidonové vzniká kyselina 20-hydroxyikosatetraenová (20-HETE), látka, jež je součástí řady fyziologických a patologických dějů; obdobně z několika bioaktivních derivátů kyseliny arachidonové, jako jsou leukotrien B4 a kyselina 5-hydroxyikosatetraenová, vznikají 20-hydroxylované produkty, které jsou 100- až 1000krát slabší než jejich prekurzory, a způsobují tak jejich deaktivaci.

## Příklady
Aby byla sloučenina řazena mezi omega-hydroxykyseliny, tak musí obsahovat alespoň tři atomy uhlíku. V tabulce jsou uvedena i nižší čísla odpovídající vzorci CnH2nO3.
| Počet uhlíků | systematický název                  | triviální název                 | teplota tání °C | sumární vzorec | SMILES                               | číslo CAS  | PubChem  | ChemSpider | UNII       | ChEBI | výskyt                     | poznámky |
| ------------ | ----------------------------------- | ------------------------------- | --------------- | -------------- | ------------------------------------ | ---------- | -------- | ---------- | ---------- | ----- | -------------------------- | -------- |
| 1            |                                     | kyselina uhličitá               |                 | CH2O3          | OC(=O)O                              | 463-79-6   | 767      | 747        | 142M471B3J | 28976 |                            |          |
| 2            | kyselina 2-hydroxyoctová            | kyselina glykolová              | 75              | C2H4O3         | OCC(=O)O                             | 79-14-1    | 757      | 737        | 0WT12SX38S | 17497 | rostliny                   |          |
| 3            | kyselina 3-hydroxypropanová         | kyselina β-mléčná               | 139-140         | C3H6O3         | OCCC(=O)O                            | 503-66-2   | 68152    | 61460      |            |       | většina organismů          |          |
| 4            | kyselina 4-hydroxybutanová          | kyselina gama-hydroxymáselná    | ?               | C4H8O3         | OCCCC(=O)O                           | 591-81-1   | 10413    | 9984       | 30IW36W5B2 | 30830 | neurotransmiter u člověka  |          |
| 5            | kyselina 5-hydroxypentanová         | kyselina 5-hydroxyvalerová      |                 | C5H10O3        | OCCCCC(=O)O                          | 13392-69-3 | 25945    | 24171      | H5EVV4LP59 | 45564 |                            |          |
| 6            | kyselina 6-hydroxyhexanová          | kyselina 6-hydroxykapronová     |                 | C6H12O3        | OCCCCCC(=O)O                         | 1191-25-9  | 14490    | 13835      | 3Y3OX37NM8 | 17869 |                            |          |
| 7            | kyselina 7-hydroxyheptanová         | kyselina 7-hydroxyenanthová     |                 | C7H14O3        | OCCCCCCC(=O)O                        | 3710-42-7  | 138016   | 121660     |            | 79112 |                            |          |
| 8            | kyselina 8-hydroxyoktanová          | kyselina omega-hydroxykaprylová |                 | C8H16O3        | OCCCCCCCC(=O)O                       | 764-89-6   | 69820    | 63018      |            | 79162 |                            |          |
| 9            | kyselina 9-hydroxynonanová          | kyselina 9-hydroxypelargonová   |                 | C9H18O3        | OCCCCCCCCC(=O)O                      | 3788-56-5  | 138052   | 121694     | HV672SU12G | 79121 |                            |          |
| 10           | kyselina 10-hydroxydekanová         | kyselina 10-hydroxykaprinová    |                 | C10H20O3       | OCCCCCCCCCC(=O)O                     | 1679-53-4  | 74300    | 66903      | NP03XO416B | 17409 |                            |          |
| 11           | kyselina 11-hydroxyundekanová       |                                 |                 | C11H22O3       | OCCCCCCCCCCC(=O)O                    | 3669-80-5  | 77237    | 69664      | SD6J9LX2XK | 79126 |                            |          |
| 12           | kyselina 12-hydroxydodekanová       | kyselina sabinová               |                 | C12H24O3       | OCCCCCCCCCCCC(=O)O                   | 505-95-3   | 79034    | 71366      | SUH3LR2K9D | 39567 |                            | [ 11 ]   |
| 13           | kyselina 13-hydroxytridecanoic acid |                                 |                 | C13H26O3       | OCCCCCCCCCCCCC(=O)O                  | 7735-38-8  | 139065   | 122656     |            | 79166 |                            |          |
| 14           | kyselina 14-hydroxytetradekanová    | kyselina ω-hydroxy myristová    |                 | C14H28O3       | OCCCCCCCCCCCCCC(=O)O                 | 17278-74-9 | 084276   | 2341369    |            | 77168 |                            |          |
| 15           | kyselina 15-hydroxypentadekanová    |                                 |                 | C15H30O3       | OCCCCCCCCCCCCCCC(=O)O                | 4617-33-8  | 78360    | 70730      | FU65P3692T | 79169 | andělika lékařská          |          |
| 16           | kyselina 16-hydroxyhexadekanová     |                                 |                 | C16H32O3       | OCCCCCCCCCCCCCCCC(=O)O               | 506-13-8   | 10466    | 10034      |            | 55328 | kutikuly rostlin           | [ 12 ]   |
| 17           | kyselina 17-hydroxyheptadekanová    |                                 |                 | C17H34O3       | OCCCCCCCCCCCCCCCCC(=O)O              | 13099-34-8 | 4308451  | 3513977    |            | 79177 | Borovice montereyská       |          |
| 18           | kyselina 18-hydroxyoktadekanová     | kyselina ω-hydroxystearová      |                 | C18H36O3       | OCCCCCCCCCCCCCCCCCC(=O)O             | 3155-42-8  | 5282915  | 4446042    | CCR5P6ICT2 | 79182 | kutin                      |          |
| 19           | kyselina 19-hydroxynonadekanová     |                                 |                 | C19H38O3       | OCCCCCCCCCCCCCCCCCCC(=O)O            |            | 5282917  | 4446044    |            | 79179 |                            |          |
| 20           | kyselina 20-hydroxyikosanová        | kyselina ω-hydroxyarachidová    |                 | C20H40O3       | OCCCCCCCCCCCCCCCCCCCC(=O)O           | 62643-46-3 | 5282919  | 4446046    |            | 79190 | kutin v kmenech a semenech |          |
| 21           | kyselina 21-hydroxyhenikosanová     |                                 |                 | C21H42O3       | OCCCCCCCCCCCCCCCCCCCCC(=O)O          |            | 5282920  | 4446047    |            | 79195 |                            |          |
| 22           | kyselina 22-hydroxydokosanová       | kyselina 22-hydroxybehenová     |                 | C22H44O3       | OCCCCCCCCCCCCCCCCCCCCCC(=O)O         | 506-45-6   | 5282922  | 4446049    |            | 76322 |                            |          |
| 23           | kyselina 23-hydroxytrikosanová      |                                 |                 | C23H46O3       | OCCCCCCCCCCCCCCCCCCCCCCC(=O)O        | 61658-18-2 | 11760442 | 9935141    |            |       | kutin                      |          |
| 24           | kyselina 24-hydroxytetrakosanová    |                                 |                 | C24H48O3       | OCCCCCCCCCCCCCCCCCCCCCCCC(=O)O       | 75912-18-4 | 5312780  | 4472205    |            |       |                            |          |
| 25           | kyselina 25-hydroxypentakosanová    |                                 |                 | C25H50O3       | OCCCCCCCCCCCCCCCCCCCCCCCCC(=O)O      | 82612-07-5 | 14325176 | 57507583   |            |       |                            |          |
| 26           | kyselina 26-hydroxyhexakosanová     | kyselina ω-hydroxycerotová      |                 | C26H52O3       | OCCCCCCCCCCCCCCCCCCCCCCCCCC(=O)O     | 506-47-8   | 5312785  | 4472210    |            | 76325 |                            |          |
| 27           | kyselina 27-hydroxyheptakosanová    |                                 |                 | C27H54O3       | OCCCCCCCCCCCCCCCCCCCCCCCCCCC(=O)O    |            | 14325177 | 13739624   |            | 84861 |                            |          |
| 28           | kyselina 28-hydroxyoktakosanová     |                                 |                 | C28H56O3       | OCCCCCCCCCCCCCCCCCCCCCCCCCCCC(=O)O   | 52900-17-1 | 5312786  | 4472211    |            | 84863 |                            |          |
| 29           | kyselina 29-hydroxynonakosanová     |                                 |                 | C29H58O3       | OCCCCCCCCCCCCCCCCCCCCCCCCCCCCC(=O)O  |            | 14325178 | 34449103   |            | 84865 |                            |          |
| 30           | kyselina 30-hydroxytriakontanová    |                                 |                 | C30H60O3       | OCCCCCCCCCCCCCCCCCCCCCCCCCCCCCC(=O)O | 52900-18-2 | 5312787  | 4472212    |            | 76220 |                            |          |